# Valea Mănăstirii, Argeș
Valea Mănăstirii este un sat în comuna Țițești din județul Argeș, Muntenia, România.